# Bockstein-Folge
In der Algebraischen Topologie, einem Teilgebiet der Mathematik, ist die Bockstein-Folge ein Hilfsmittel zum Vergleich von Kohomologiegruppen mit unterschiedlichen Koeffizienten, sie ist nach Meir Bockstein benannt.

## Konstruktion

### Homologie
Sei 
{\displaystyle 0\rightarrow N\rightarrow G\rightarrow H\rightarrow 0}
eine kurze exakte Sequenz abelscher Gruppen und {\displaystyle X} ein topologischer Raum. Aus der kurzen exakten Sequenz von Kettenkomplexen
{\displaystyle 0\rightarrow C_{*}(X;N)\rightarrow C_{*}(X;G)\rightarrow C_{*}(X;H)\rightarrow 0}
erhält man mittels des Schlangenlemmas eine lange exakte Sequenz von Homologiegruppen
{\displaystyle \ldots \rightarrow H_{*+1}(X;H)\rightarrow H_{*}(X;N)\rightarrow H_{*}(X;G)\rightarrow H_{*}(X;H)\rightarrow H_{*-1}(X;N)\rightarrow \ldots },
die sogenannte Bockstein-Folge oder Bockstein-Sequenz. Der verbindende Homomorphismus {\displaystyle H_{*}(X;H)\rightarrow H_{*-1}(X;N)} heißt Bockstein-Homomorphismus.

### Kohomologie
{\displaystyle 0\rightarrow N\rightarrow G\rightarrow H\rightarrow 0} liefert auch eine kurze exakte Sequenz von Kokettenkomplexen
{\displaystyle 0\rightarrow C^{*}(X;N)\rightarrow C^{*}(X;G)\rightarrow C^{*}(X;H)\rightarrow 0}
und wieder mit dem Schlangenlemma eine lange exakte Sequenz von Kohomologiegruppen
{\displaystyle \ldots \rightarrow H^{*-1}(X;H)\rightarrow H^{*}(X;N)\rightarrow H^{*}(X;G)\rightarrow H^{*}(X;H)\rightarrow H^{*+1}(X;N)\rightarrow \ldots },
die ebenfalls als Bockstein-Folge oder Bockstein-Sequenz bezeichnet wird und der verbindende Homomorphismus {\displaystyle H^{*}(X;H)\rightarrow H^{*+1}(X;N)} als Bockstein-Homomorphismus.

## Beispiele
- Die kurze exakte Sequenz {\displaystyle 0\rightarrow \mathbb {Z} \rightarrow \mathbb {Z} \rightarrow \mathbb {Z} /2\mathbb {Z} \rightarrow 0} gibt die Bockstein-Homomorphismen

{\displaystyle H_{i}(X;\mathbb {Z} /2\mathbb {Z} )\rightarrow H_{i-1}(X;\mathbb {Z} )} und {\displaystyle H^{i}(X;\mathbb {Z} /2\mathbb {Z} )\rightarrow H^{i+1}(X;\mathbb {Z} )}.
- Der zur kurzen exakten Sequenz {\displaystyle 0\rightarrow \mathbb {Z} /n\mathbb {Z} \rightarrow \mathbb {Z} /n^{2}\mathbb {Z} \rightarrow \mathbb {Z} /n\mathbb {Z} \rightarrow 0} assoziierte Bockstein-Homomorphismus

{\displaystyle H^{i}(X;\mathbb {Z} /n\mathbb {Z} )\rightarrow H^{i+1}(X;\mathbb {Z} /n\mathbb {Z} )}
ist von Bedeutung für die Konstruktion der Steenrod-Algebra.
- Die zu den kurzen exakten Sequenzen {\displaystyle 0\rightarrow \mathbb {Z} \rightarrow \mathbb {R} \rightarrow \mathbb {R} /\mathbb {Z} \rightarrow 0} und {\displaystyle 0\rightarrow \mathbb {Z} \rightarrow \mathbb {C} \rightarrow \mathbb {C} /\mathbb {Z} \rightarrow 0}  assoziierten Bockstein-Homomorphismen

{\displaystyle H^{i}(X;\mathbb {R} /\mathbb {Z} )\rightarrow H^{i+1}(X;\mathbb {Z} )} und {\displaystyle H^{i}(X;\mathbb {C} /\mathbb {Z} )\rightarrow H^{i+1}(X;\mathbb {Z} )}
sind von Bedeutung in der Konstruktion sekundärer charakteristischer Klassen und in der Deligne-Kohomologie.